# Carnet de baile (película)
Carnet de baile (en francés: Un carnet de bal) es una película dramática francesa de 1937 dirigida por Julien Duvivier y protagonizada por Marie Bell, Françoise Rosay y Louis Jouvet. La dirección de arte de la película estuvo a cargo de Jean Douarinou. La película estadounidense Lydia de Duvivier (1941) es hasta cierto punto una adaptación de esta.

## Sinopsis
Veinte años después de su baile debut cuando tenía dieciséis años, Christine, que acaba de enviudar, se deshace de los papeles y otros efectos que pertenecen a su difunto esposo. Viviendo en una mansión en un lago italiano, ha tenido una vida cómoda y próspera pero insatisfactoria. Al encontrar su tarjeta de baile de ese baile de debut, se pierde en los recuerdos nostálgicos de esa noche y decide averiguar qué les sucedió a las parejas de baile que firmaron esa tarjeta.
A sus parejas de esa noche, que viven en diferentes lugares de Francia, generalmente no les ha ido bien, con vidas que van desde lo trágico hasta lo cómico y lo ordinario, a menudo combinados en cierta medida. Uno se suicidó por Christine, y su madre cariñosa acecha su habitación en un perpetuo estado de negación. El prometedor abogado y poeta Pierre se convirtió en un cínico propietario de un club nocturno y jefe de la mafia. Un compositor mayor tomó votos monásticos y ahora enseña música a los niños del coro. El soltero relativamente en forma y bien adaptado Eric se ha recluido en una montaña, dedicado a su privacidad y al equipo de rescate de esquí de la ciudad. Francois es un alcalde pequeñoburgués que se casa con su sirvienta dominada en un pequeño pueblo y tiene un hijo adoptivo involucrado en delitos menores. Un exestudiante de medicina es un desastre adicto a las drogas y cansado del mundo que realiza abortos ilegales en el distrito del astillero. Fabien, optimista y amante de los trucos de cartas, es un peluquero muy contento con su vida doméstica (quizás sin salir del armario aún) y que frecuenta el mismo circuito de baile de siempre en su ciudad natal.
Cuando Fabien invita a Christine al baile del pueblo, ella acepta, con la esperanza de recuperar la magia de la noche que recuerda, pero se sorprende al descubrir que la sala mágica y los bailarines de su memoria son solo personas comunes en un entorno banal. Se divierte con tristeza cuando una niña de dieciséis años le habla de lo fascinantes que le parecen el escenario y la noche, y se va temprano.
Christine se entrega a la melancolía del arrepentimiento, sin juzgar, pero sin embargo perturbada por el profundo efecto que tuvo en estos hombres, su pérdida de inocencia y los estragos del tiempo, pero todavía siente curiosidad por Gerard, el único expretendiente que ella no ha podido encontrar. Un amigo le informa que Gerard ha estado viviendo al otro lado del lago durante los últimos quince años. Tomando un bote hacia el otro lado, Christine se encuentra con un joven que se parece mucho a sus recuerdos de Gerard. Su padre, sin embargo, murió recientemente y la propiedad se está vendiendo a otra persona. En una escena final, el joven, vestido para un baile formal, se dirige a Christine como su madrastra y se van juntos.

## Reparto
- Harry Baur como Alain Regnault;
- Marie Bell como Christine Surgère;
- Pierre Blanchar como Thierry Raynal;
- Fernandel como Fabien Coutissol;
- Louis Jouvet como Pierre Verdier, dit Jo;
- Raimu como Francois Patusset;
- Françoise Rosay como Marguerite Audié;
- Pierre Richard-Willm como Eric Irvin;
- Maurice Bénard como Brémond;
- Robert Lynen como Jacques Dambreval;
- Milly Mathis como Cécile Galtéry;
- Sylvie como la amante de Thierry;
- Andrex como Paul;
- Jeanne Fusier-Gir como La marchande de journaux;
- Alfred Adam como Fred;
- Pierre Alcover como Teddy Mélanco;
- Jacques Beauvais como Le maître d'hôtel;
- Peggy Bonny como L'entraîneuse;
- Serge de Landauer;
- Georges Dorival como el barón;
- Crista Dorra;
- Marguerite Ducouret como La mère de la jeune fille au bal;
- Agnès Duval como La serveuse du repas de noces;
- Gabrielle Fontan como Rose, la criada de Mme Audié;
- Simone Gauthier como La jeune fille au bal;
- René Génin como L'adjoint du maire;
- Roger Legris como un cómplice de Jo;
- Raymond Narlay como Un dîneur chez Jo;
- Henri Nassiet como un policía;
- Henri Niel como Un invité chez Patusset;
- Les Petits Chanteurs à la croix de bois como Les petits chanteurs de la manécanterie;
- Sylvain como Un danseur;
- Janine Zorelli.

## Recepción
Escribiendo para Night and Day en 1937, Graham Greene le dio a la película una buena crítica, caracterizándola como «una película que debe verse [...] [ya que] contiene la mejor actuación francesa.» Sin embargo, Greene señala que en la medida en que «el estado de ánimo debe tornarse otoñal», el director Duvivier no logra capturarlo, y que cada vez que aparece la viuda, «la ilusión se balancea como un escenario». A pesar de esto, Greene encuentra que «cada episodio está bellamente interpretado y dirigido», y concluye que «no ha habido nada igual a este episodio en la pantalla desde Pépé.»
En un breve artículo con once fotografías de la película, la revista Life declaró: «Sin interés amoroso ni un espectáculo, una heroína de mediana edad y una trama episódica, es el tipo de película que Hollywood nunca hace. La pérdida es de Hollywood, porque esta película francesa es una de las mejores del año en cualquier idioma.»